# Richard Kilvington
Richard Kilvington (* ca. 1305 - † 1361) fou un filòsof escolàstic anglès, magister artium i doctor en teologia de la Universitat d'Oxford. A la dècada dels anys 1340 va treballar per a Richard de Bury, bisbe de Durham després va esdevenir ardiaca de Londres, i finalment degà de la Catedral de Sant Pau. A més del seu treball acadèmic, va participar en missions diplomàtiques d'Eduard III. Amb Walter Burley i Thomas Bradwardine forma la primera generació dels Oxford Calculators. Tot i desenvolupar idees i mètodes nous de lògica, filosofia natural i telogia, va caure en oblit, i només recentment l'interés per a la seva obra va tornar.
Les seues obres que s'han conservat són notes de les classes que donava, corresponents a la dècada de 1320 i 1330. Fou membre de l'Oriel College, d'Oxford. Va prendre part en la controvèrsia sobre la naturalesa de l'infinit, amb Richard FitzRalph, del Balliol College. El 1990 va ser publicada una edició crítica de la seva obra Sophismata.

## Obra
- Kelvington, Richard. editat per Barbara Ensign Kretzmann & Norman Kretzmann. The Sophismata of Richard Kilvington.  Nova York: Oxford University Press, 1990, 2011 2a edició. ISBN 9780521177436. (anglès)